# Клименко, Владимир Ильич
Влади́мир Ильи́ч Климе́нко (1950, Уфа — 2011, Новосибирск) — российский писатель, прозаик, поэт, автор фантастических произведений.

## Биография
Родился 29 июня 1950 года в Уфе.
Окончил историко-филологический факультет Новосибирского педагогического института.
Первые литературные шаги делал как поэт и автор рассказов и повестей для детей: в 1989 году в Новосибирске вышла его первая книга «Редкий камень малахит», затем появились книги «Тополиная кошка» и «Утешительный заезд» (обе — 1992). В начале 1990-х годов он уверенно заявил о себе как писатель-фантаст; был участником клуба писателей-фантастов «Амальтея» при Новосибирской писательской организации.
Публиковался в журналах «Сибирские огни», «Проза Сибири», «Уральский следопыт», «Дон», «Нива» (Казахстан), «Империя» (Литва), «Роман-газета». Сотрудничал с новосибирскими газетами, работал литературным консультантом в Новосибирской писательской организации; был ответственным секретарём журналов «Проза Сибири», «Сибирские огни», редактором издательства «Историческое наследие Сибири».
Лауреат жанровой премии первого фестиваля фантастики «Белое пятно» (1994). Лауреат литературной премии им. Н. Г. Гарина-Михайловского. Член Союза писателей России.
Умер в Новосибирске 19 ноября 2011 года. Похоронен на Заельцовском кладбище (квартал 43).